# Danmarks ambassade i Canberra
Danmarks ambassade i Canberra er Danmarks officielle repræsentation i Australien. Ambassaden blev genåbnet i 2008 efter at have været lukket i fem år.
Ambassadens primære opgaver omfatter at fremme politisk dialog, støtte danske virksomheder på det australske marked og yde konsulær bistand til danske borgere i Australien. Derudover arbejder ambassaden for at styrke samarbejdet inden for områder som handel, kultur og uddannelse samt at understøtte bæredygtig udvikling og økonomisk vækst i Australien. Ambassaden er også ansvarlig for New Zealand og Fiji.

## Historie
Danmark og Australien har opretholdt diplomatiske forbindelser siden 1970. Ambassaden i Canberra blev oprindeligt etableret for at styrke de bilaterale relationer mellem de to lande. Efter en midlertidig lukning blev ambassaden genåbnet i 2008 for at genoptage arbejdet med at fremme samarbejdet mellem Danmark og Australien.